# A Quick One
Az A Quick One a The Who angol rockegyüttes második albuma, amely 1966-ban jelent meg. A Decca Records Amerikában Happy Jack címmel adta ki, ahol a Happy Jack dal top 40-es sláger volt.
Az album 384. lett a Rolling Stone magazin Minden idők 500 legjobb albuma listáján.

## Történet
A The Who második lemeze eltávolodik elődje R&B-hangzásától. A marketing nyomására minden tagnak legalább két dalt kellett írnia a lemezre, habár Roger Daltrey mindössze egyet írt. Így ez az a The Who-album, amelyen a legkevésbé dominál Pete Townshend dalszerzői tevékenysége. A felvételekre 1966-ban került sor a londoni IBC Studios-ban, Pye Studios-ban és a Regent Sound-ban, Kit Lambert producer vezetése alatt.
A Boris the Spider dalt John Entwistle szerezte, miután Bill Wymannel, a Rolling Stones basszusgitárosával ivott. Vicces neveket adtak az állatoknak, Entwistle-ben ekkor ötlött fel a dal. A refrénben hallható énekstílus hatással volt a death metal énekesekre.
A Heat Wave, az egyetlen feldolgozás a lemezen, visszatér az együttesre gyakorolt soulhatáshoz, a Holland-Dozier-Holland dalszerző csapat alkotása. Az amerikai kiadáson a Happy Jack szerepelt helyette, de az 1974-es új kiadáson már hallható.
Az A Quick One, While He’s Away, a lemez címadó dala, egy dalcsokor a hűtlenségről és kibékülésről. Ez volt az együttes első próbálkozása egy hosszabb mű létrehozására. Ebből a szándékból születtek meg később a Tommy és Quadrophenia rockoperák.
A Boris the Spider hamar Entwistle legnépszerűbb dala lett, évtizedekkel később is előadták. A Happy Jack is nagy népszerűségnek örvendett.
Keith Moon I Need You dala eredetileg I Need You (Like I Need a Hole in the Head) lett volna. Moon úgy gondolta, hogy a The Beatles a háta mögött egy titkos nyelven beszél, és ezzel a dallal akart visszavágni nekik. Habár Moon tagadta, hogy a vokálsáv egy része John Lennon-imitálás lenne, Entwistle beismerte, hogy valójában erről van szó.
A Cobwebs and Strange eredeti címe Showbiz Sonata volt. Habár Entwistle sajátjának állította be a dallamot, az egy brit tv-sorozatból származott, a Man From Interpol-ból.
A So Sad About Us mod/popdal az AllMusic szerint a "The Who egyik legtöbbször feldolgozott dala". A dalt a The Merseys, Shaun Cassidy, a Primal Scream, a The Breeders és a The Jam is feldolgozta.

## Borító
Az albumot popzenei alkotásnak szánták, a pop art mozgalom részének. A borítót Alan Aldridge tervezte. Az elülső borítón az együttes játszik a hangszerein. A brit kiadás hátoldala fekete, felül az album címével és a dallistával, alul pedig minden tag arcképével, rajtuk a "The W H O" betűkkel. Az amerikai kiadás hátoldal egy fekete-fehér montázs az együttes tagjairól. Mindegyikükről egy rövid jellemzés olvasható. A hátoldalon szerepel továbbá a dallista, az együttest és első albumukat reklámozó szövegek.

## Az album dalai

### A Quick One
| 1. | Run Run Run         | Pete Townshend                               | 2:43 |
| 2. | Boris the Spider    | John Entwistle                               | 2:29 |
| 3. | I Need You          | Keith Moon                                   | 2:25 |
| 4. | Whiskey Man         | Entwistle                                    | 2:57 |
| 5. | Heat Wave           | Brian Holland, Lamont Dozier, Edward Holland | 1:57 |
| 6. | Cobwebs and Strange | Moon                                         | 2:31 |

| 7.  | Don’t Look Away | Townshend     | 2:54 |
| 8.  | See My Way | Roger Daltrey | 1:53 |
| 9.  | So Sad About Us | Townshend     | 3:04 |
| 10. | A Quick One, While He’s Away - I. Her Man’s Gone - II. Crying Town - III. We Have a Remedy - IV. Ivor the Engine Driver - V. Soon Be Home - VI. You Are Forgiven | Townshend     | 9:10 |

| 11. | Batman                               | Neal Hefti                                        | Ready Steady Who            | 1:37 |
| 12. | Bucket T                             | Dean Torrence, Roger Christian, Donald J. Altfeld | Ready Steady Who            | 2:12 |
| 13. | Barbara Ann                          | Fred Fassert                                      | Ready Steady Who            | 2:12 |
| 14. | Disguises                            | Townshend                                         | Ready Steady Who            | 3:12 |
| 15. | Doctor, Doctor                       | Entwistle                                         | a Pictures of Lily B-oldala | 2:59 |
| 16. | I’ve Been Away                       | Entwistle                                         | a Happy Jack B-oldala       | 2:08 |
| 17. | In the City                          | Entwistle, Moon                                   | az I’m a Boy B-oldala       | 2:21 |
| 18. | Happy Jack (Acoustic version)        | Townshend                                         | korábban kiadatlan          | 2:55 |
| 19. | Man with Money                       | Don Everly, Phil Everly                           | korábban kiadatlan          | 2:45 |
| 20. | My Generation/Land of Hope and Glory | Townshend/Edward Elgar                            | korábban kiadatlan          | 2:05 |

### Happy Jack
Első oldal
1. Run Run Run
2. Boris the Spider
3. I Need You
4. Whiskey Man
5. Cobwebs and Strange
6. Happy Jack

Második oldal
1. Don’t Look Away
2. See My Way
3. So Sad About Us
4. A Quick One, While He’s Away

1974-es új kiadás
1. Run Run Run
2. Boris the Spider
3. I Need You
4. Whiskey Man
5. Heat Wave
6. Cobwebs and Strange
7. Don’t Look Away
8. See My Way
9. So Sad About Us
10. A Quick One, While He’s Away
11. Happy Jack

### Jigsaw Puzzle
Az album egy korai változata a Jigsaw Puzzle címet viselte.
1. I’m a Boy (lassú változat, a Meaty Beaty Big and Bouncy-n jelent meg)
2. Run Run Run
3. Don’t Look Away
4. Circles (kettes számú változat)
5. I Need You
6. Cobwebs and Strange
7. In the City
8. Boris the Spider
9. Whiskey Man
10. See My Way
11. Heat Wave
12. Barbara Ann

## Helyezések

### Album
| Év   | Lista           | Helyezés |
| ---- | --------------- | -------- |
| 1966 | Brit albumlista | 4        |

### Kislemezek
| Év   | Kislemez   | Lista                 | Helyezés |
| ---- | ---------- | --------------------- | -------- |
| 1967 | Happy Jack | Billboard Pop Singles | 24       |
| 1966 | Happy Jack | Brit kislemezlista    | 3        |

## Közreműködők
- Roger Daltrey – ének; harsona és basszusdob a Cobwebs and Strange
- John Entwistle – basszusgitár, billentyűs hangszerek, kürt, trombita, vokál
- Pete Townshend – gitár, síp, billentyűs hangszerek, vokál
- Keith Moon – dob, ütőhangszerek, tuba, vokál